# Bahnstrecke Revigny–Saint-Dizier
| Bahnhof Revigny, 2010 |                      |                                                               |                                                               |
| Streckennummer (SNCF): | 019 000              |                                                               |                                                               |
| Streckenlänge: | 28 km                |                                                               |                                                               |
| Spurweite: | 1435 mm (Normalspur) |                                                               |                                                               |
| Maximale Neigung: | 7 ‰                  |                                                               |                                                               |
| Zweigleisigkeit: | ehem. ja             |                                                               |                                                               |
| |                      |                                                               |                                                               |
| \| \| \| Bahnstrecke Paris–Strasbourg von Strasbourg-Ville \| \| \| \| 0,0 \| Revigny-sur-Ornain \| 146 m \| \| \| \| Bahnstrecke Amagne-Lucquy–Revigny nach Amagne-Lucquy \| \| \| \| 0,9 \| Bahnstrecke Paris–Strasbourg nach Paris-Est \| Bahnstrecke Paris–Strasbourg nach Paris-Est \| \| \| \| Bahnstrecke Amagne-Lucquy–Revigny von Amagne-Lucquy \| \| \| \| 2,6 \| Canal de la Marne au Rhin (23 m) \| Canal de la Marne au Rhin (23 m) \| \| \| \| Werksanschl. ArcelorMittal \| \| \| \| ~3,9 \| Streckenende \| Streckenende \| \| \| 6,8 \| Mognéville \| 146 m \| \| \| 12,5 \| Robert-Espagne \| 183 m \| \| \| 12,5 \| Bahnstrecke Robert-Espagne–Haironville (ursprüngl. Meterspur) \| Bahnstrecke Robert-Espagne–Haironville (ursprüngl. Meterspur) \| \| \| ~15,8 \| Gleisanschl. US-Lager \| Gleisanschl. US-Lager \| \| \| 17,3 \| Tunnel de Baudonvilliers (444 m) \| Tunnel de Baudonvilliers (444 m) \| \| \| 12,5 \| Sommelonne-Baudonvilliers \| 190 m \| \| \| 23,7 \| Chancenay \| 160 m \| \| \| \| Bahnstrecke Blesme-Haussignémont–Chaumont v. Blesme-Hauss. \| \| \| \| 27,7 \| Saint-Dizier \| 145 m \| \| \| \| Bahnstrecke Blesme-Haussignémont–Chaumont nach Chaumont \| \| |                      |                                                               |                                                               |
| Strecke |                      | Bahnstrecke Paris–Strasbourg von Strasbourg-Ville             | Bahnstrecke Paris–Strasbourg von Strasbourg-Ville             |
| Bahnhof | 0,0                  | Revigny-sur-Ornain                                            | 146 m                                                         |
| Abzweig geradeaus und ehemals nach rechts |                      | Bahnstrecke Amagne-Lucquy–Revigny nach Amagne-Lucquy          | Bahnstrecke Amagne-Lucquy–Revigny nach Amagne-Lucquy          |
| Abzweig geradeaus und nach rechts | 0,9                  | Bahnstrecke Paris–Strasbourg nach Paris-Est                   | Bahnstrecke Paris–Strasbourg nach Paris-Est                   |
| Abzweig geradeaus und ehemals von rechts |                      | Bahnstrecke Amagne-Lucquy–Revigny von Amagne-Lucquy           | Bahnstrecke Amagne-Lucquy–Revigny von Amagne-Lucquy           |
| Brücke über Wasserlauf | 2,6                  | Canal de la Marne au Rhin (23 m)                              | Canal de la Marne au Rhin (23 m)                              |
| Abzweig geradeaus und von rechts |                      | Werksanschl. ArcelorMittal                                    | Werksanschl. ArcelorMittal                                    |
| | ~3,9                 | Streckenende                                                  | Streckenende                                                  |
| Bahnhof (Strecke außer Betrieb) | 6,8                  | Mognéville                                                    | 146 m                                                         |
| Bahnhof (Strecke außer Betrieb) | 12,5                 | Robert-Espagne                                                | 183 m                                                         |
| Abzweig geradeaus und nach links (Strecke außer Betrieb) | 12,5                 | Bahnstrecke Robert-Espagne–Haironville (ursprüngl. Meterspur) | Bahnstrecke Robert-Espagne–Haironville (ursprüngl. Meterspur) |
| Abzweig geradeaus und von rechts (Strecke außer Betrieb) | ~15,8                | Gleisanschl. US-Lager                                         | Gleisanschl. US-Lager                                         |
| Tunnel (Strecke außer Betrieb) | 17,3                 | Tunnel de Baudonvilliers (444 m)                              | Tunnel de Baudonvilliers (444 m)                              |
| Bahnhof (Strecke außer Betrieb) | 12,5                 | Sommelonne-Baudonvilliers                                     | 190 m                                                         |
| Bahnhof (Strecke außer Betrieb) | 23,7                 | Chancenay                                                     | 160 m                                                         |
| Abzweig ehemals geradeaus, ehemals nach links und von links |                      | Bahnstrecke Blesme-Haussignémont–Chaumont v. Blesme-Hauss.    | Bahnstrecke Blesme-Haussignémont–Chaumont v. Blesme-Hauss.    |
| Bahnhof | 27,7                 | Saint-Dizier                                                  | 145 m                                                         |
| Strecke |                      | Bahnstrecke Blesme-Haussignémont–Chaumont nach Chaumont       | Bahnstrecke Blesme-Haussignémont–Chaumont nach Chaumont       |

Die Bahnstrecke Revigny–Saint-Dizier ist eine ehemalige, 28 km lange Strategische Bahnstrecke in Frankreich. Sie verband in St. Dizier an der zweigleisigen, nach Süden gerichteten Bahnstrecke Blesme-Haussignémont–Chaumont mit Revigny an der Bahnstrecke Paris–Strasbourg. Von diesem nördlichen Punkt Revigny gab es die Anschlussstrecke Amagne-Lucquy–Revigny über Sainte-Menehould nach Armagne-Lucquy, die noch heute an die zweigleisige Verbindung Reims–Charleville anschließt. Diese, letztgenannte Strecke führte also mitten durch das Schlachtfeld des Ersten Weltkriegs etwa 35 km westlich an Verdun vorbei.

## Geschichte
Diese Eisenbahnstrecke ist mit der N° 18 Teil des Freycinet-Plans, mit dem 1879 unter der Nachwirkung des Deutsch-Französischen Kriegs 181 Strecken verwirklicht wurden. Insbesondere in Revigny wurden umfangreiche Überwerfungsbauwerke erstellt, die den kreuzungsfreien Verkehr ermöglichten. Bis auf die Querung des 1853 errichteten Canal de la Marne au Rhin und dem knapp 450 Meter langen Tunnel de Baudonvilliers waren keine nennenswerten topografischen Hindernisse zu überwinden. Entsprechend gering fällt die Steigung mit 7 ‰ aus. Der Scheitelpunkt liegt etwa einen Kilometer nördlich des Revigny zugewandten Tunnelportals. Alle Unterwegshalte waren Bahnhöfe mit mehreren Weichen, obwohl die namensgebenden Ortschaften kaum einen Bahnhof benötigt hätten. Diese Strecke war Teil der SNCF-Strecke 267.

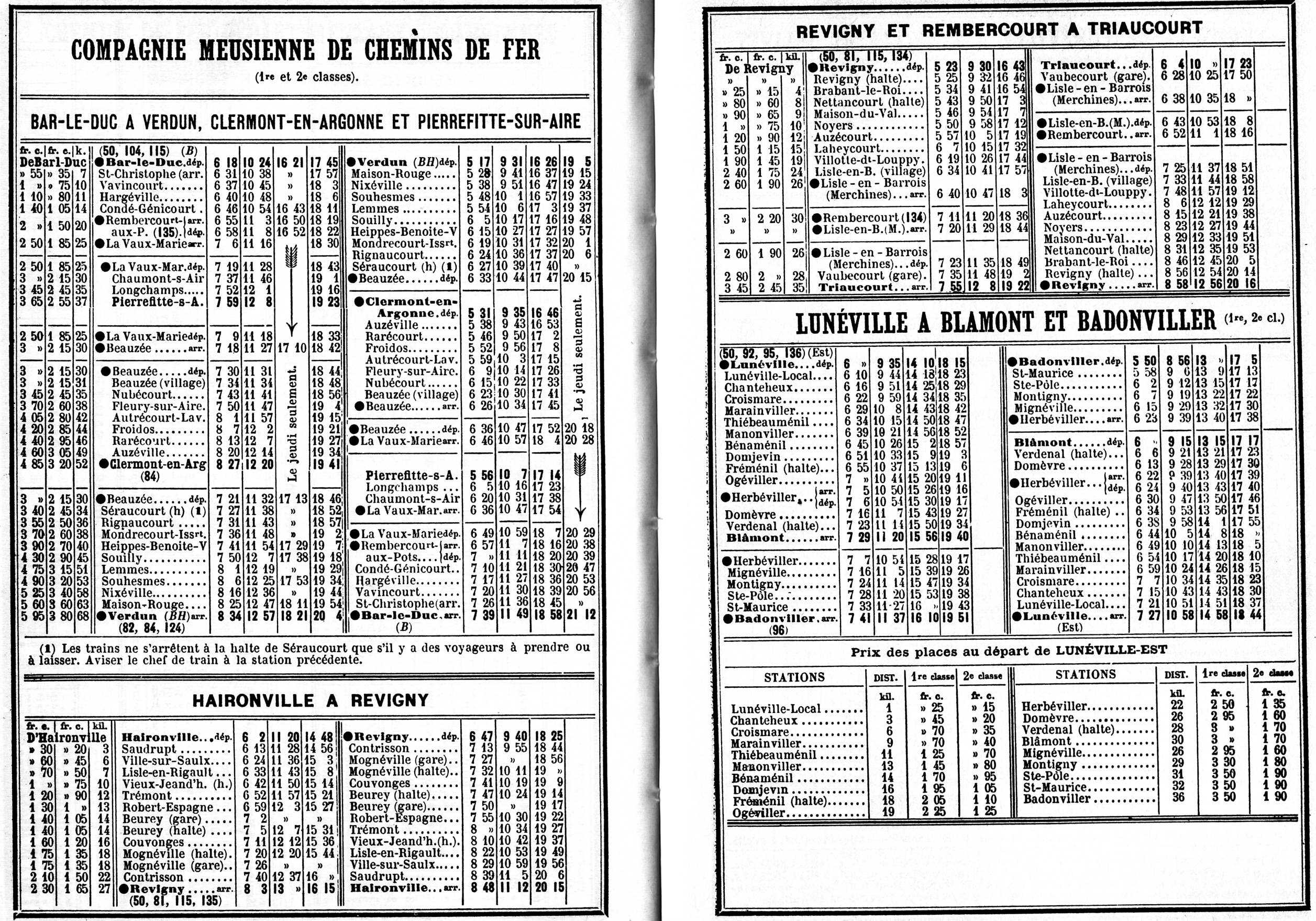
Fahrplan Haironville–Revigny, 1914

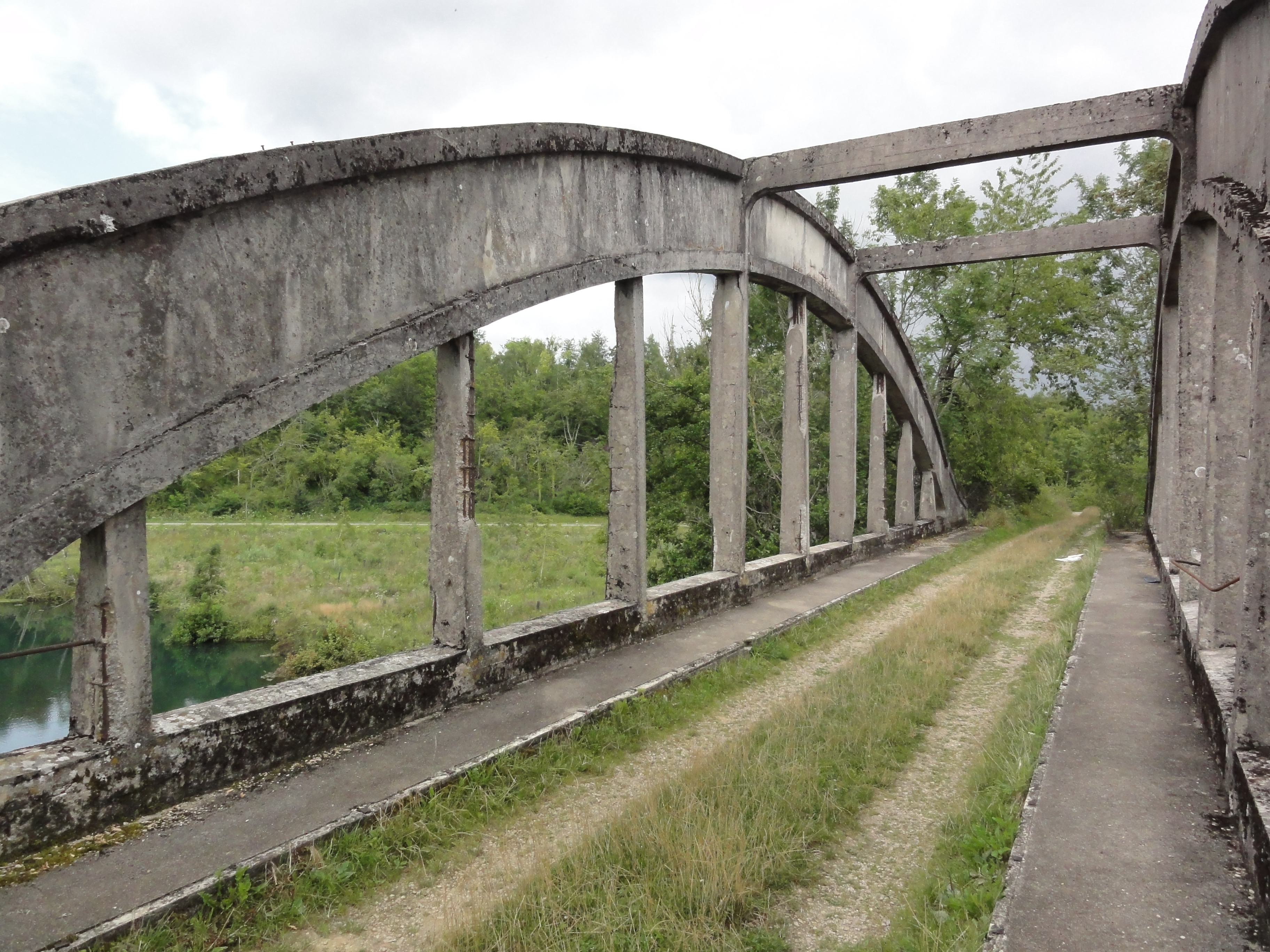
Ehemalige Eisenbahnbrücke über die Saulx bei Robert-Espagne

In dem Weiler Robert-Espagne gab es einen Anschluss zum Ort Haironville, der Luftlinie gut sieben Kilometer entfernt ist. Diese Strecke war ursprünglich für die dortige, vom Wald umschlossene Eisenschmiede in Meterspur angelegt worden, aber später auf Normalspur umgerüstet und an das Netz der Chemins de fer de l’Est (EST) angeschlossen wurde. 1914 gab es drei Zugumläufe, die alle bis Revigny führten.
Auch das nördlich des Tunnel de Baudonvilliers abgehende Anschlussgleis steht in diesem Zusammenhang. Die Waldfläche Fôret Domaniale de Trois-Fontaines wurde intensiv bewirtschaftet und diente als Rohstoff für dieses Papierwerk. In den Jahren 1951 bis 1966 waren hier die US-Truppen mit ihrem größten Munitionslager in Frankreich stationiert.
Die Bahngesellschaft CE war Konzessioninärin für den Bau und Betrieb der Strecke, die am 15. März 1885 in Betrieb ging und bereits am 5. Mai 1938 für den Personenverkehr stillgelegt wurde. Die Entwidmung fand in den Jahren 1972 (ca. 14,3 km) und 1976 (ca. 8,7 km) statt. Von Revigny aus sind knapp vier Kilometer noch befahrbar, um ein Werk von ArcelorMittal bedienen zu können.